# David Medié Jiménez
David Medié Jiménez (Sabadell, Vallès Occidental, 24 d'agost de 1984) és un àrbitre de futbol català de la Primera Divisió espanyola.

## Trajectòria
Després de cinc temporades en Segona Divisió, on va dirigir 101 partits, aconsegueix l'ascens a la Primera Divisió espanyola al costat del col·legiat castellà-manxec Javier Alberola Rojas i al col·legiat asturià Pablo González Fuertes.
Va debutar el 21 d'agost de 2017 a primera divisió en un Màlaga Club de Futbol contra la SD Eibar (0-1).

## Temporades
| Categoria          | País    | Any       | Partits |
| ------------------ | ------- | --------- | ------- |
| Segona Divisió "B" | Espanya | 2009-2011 | 42      |
| Segona Divisió     | Espanya | 2012-2017 | 102     |
| Primera Divisió    | Espanya | 2017-     | 33      |

La temporada 2020/2021 passa a formar part del cos específic de VAR

## Premis
- Xiulet d'Or de Segona Divisió (1): 2014